# Philippe Lenglois
Philippe Lenglois (Hoei, 16 augustus 1972) is een Belgisch voormalig voetballer die speelde als verdediger. 

## Carrière

### Eerste klasse (1992–2003)

#### Club Luik en KSV Waregem
De in Hoei geboren Philippe Lenglois speelde meer dan 250 wedstrijden op het hoogste niveau van België: de Jupiler Liga. Meestal vervulde hij zijn rol als linksachter. Vaak speelde hij als libero, vooral in zijn periode bij Sint-Truidense VV rond de eeuwwisseling. 
Vooreerst kwam hij drie seizoenen uit voor Club Luik, in de hoogste afdeling, en was hij destijds ploegmaat van verdedigers als Jean-François De Sart en Eric Deflandre, middenvelders als Benoît Thans en Khalilou Fadiga en aanvaller Victor Ikpeba. 
Lenglois groeide uit tot de bepalende factor links in de verdediging (1992–1995). Echter, hij kon in mei 1995 de degradatie niet verhinderen. Club Luik eindigde als allerlaatste en Lenglois verliet de club. Hij speelde daarna voor KSV Waregem onder trainer Aimé Anthuenis (1995–1996), maar ook deze club degradeerde als hekkensluiter uit ere-afdeling.

#### STVV
De Luikse verdediger verliet daarop West-Vlaanderen en relocaliseerde naar Belgisch Limburg, waar hij tekende bij eersteklasser Sint-Truidense VV alwaar hij dan zeven jaar speelde (1996–2003). 
Bij de Limburgse club was hij een vaste kracht, als laatste man (libero) van de achterste linie, alhoewel STVV in die tijd geen grote topjaren beleefde en de club doorgaans in de rechterkolom eindigde.
Trainer Jacky Mathijssen posteerde hem begin seizoen 2001–2002 terug op zijn vertrouwde positie van linksachter waar eerder Dirk Van Oekelen had gespeeld. Deze laatste vertrok echter naar RWD Molenbeek in de zomer van 2001. Uiteindelijk verloor Lenglois zijn basisstek tijdens het seizoen 2002–2003 aan Thomas Caers. Dat seizoen speelde hij geen minuut meer wegens blessureleed. Zijn enige doelpunt maakte hij tegen Standard Luik op 23 september 2000. Na een hoekschop trapte Lenglois hard in met z'n linker (een 1–1 gelijkspel). In de zomer van 2003 verliet hij Staaien na zeven jaar.

### Latere carrière (2003–2007)
Nadien speelde hij in Wallonië voor Eupen (2003–2004), Bas-Oha (2004–2005) en Hannuit (2005–2007) in lagere reeksen. In 2007 zette een toen 35-jarige Lenglois een punt achter spelerscarrière.

## Trivia
- Hij deelt zijn verjaardag met zijn verdedigingspartner bij STVV, Nicky Hayen. Lenglois en een piepjonge Hayen speelden samen centraal in de Truiense defensie. Hayen is acht jaar jonger.